# The Bob Shots
The Bob Shots (auch Les Bob Shots oder The Bob Shots du Hot Club de Belgique) war eine belgische Jazzband.
Zunächst war The Bob Shots bei ihrer Gründung durch Pierre Robert (Gitarre) und Bobby Jaspar 1944 in ihrer musikalischen Ausrichtung eine Swingband. 1946 stießen Jacques Pelzer und Fats Sadi zu der Gruppe, die zunächst vorwiegend im Raum Lüttich aktiv war; ihre Vorbilder waren Musiker wie Teddy Wilson, Django Reinhardt und Duke Ellington. Ende 1946 begann man sich mit den Neuerungen des Jazz zu beschäftigen, die aus den Vereinigten Staaten kamen, insbesondere mit der Bebop-Musik Charlie Parkers und Dizzy Gillespies.
Als einer der ersten Bebop-Bands in Europa waren The Bob Shots von 1947 bis 1949 in Belgien und Frankreich aktiv; 1947 fanden sie Erwähnung im amerikanischen Jazz-Magazin Down Beat. Erste Aufnahmen entstanden 1946 auf Azetat; schließlich am 10. Februar 1947, als sie – in der Besetzung Jean Bourguignon (Trompete), Bobby Jaspar (Klarinette, Tenorsaxophon), Jacques Pelzer (Altsaxophon), Jean-Marie Vandresse (Piano), Pierre Robert (Gitarre), Charles Libon (Bass) und André Putsage (Schlagzeug) – die Titel „Oop Bop Sh'bam“ und „Moonlight in Vermont“ für das belgische Label Olympia aufnahm. Nach weiteren Probeaufnahmen 1948 in Brüssel („Our Delight“, mit Georges Leclerq statt Libon) ging die Band erst wieder 1949 ins Studio: in Paris nahm man (in der Besetzung Jean Bourguignon, Jacques Pelzer, Bobby Jaspar, Fats Sadi, Francy Boland (Piano), Pierre Robert, Guy Leclerc und John Ward, Schlagzeug) am 13. Mai für das französische Label Pacific sechs weitere Titel auf, „Boppin’ for Haig“, „Boppin’ at the Dodge“, „Jack the Hipster“, „My Desire“, „Pastel Blue“ und den Standard „Embraceable You“.
Auf Grund ihrer musikalischen Ausrichtung fehlte den Bob Shots ein größeres Publikum, die Band erfuhr jedoch die Anerkennung von Musikkennern. The Bob Shots traten 1947 auf dem Festival du film in Brüssel, 1948 auf den Jazzfestivals in Knokke und Nizza auf; im Mai 1949 auf dem Festival International 1949 de Jazz in Paris. Weitere Mitglieder der Gruppe waren im Laufe ihres Bestehens Armand Dilak (Trompete), Jean-Marie Vandresse, Maurice Simon (Piano), bei letzten Aufnahmen noch Jean Warland.

## Lexikalischer Eintrag
- Émile Henceval: Dictionnaire du jazz à Bruxelles et en Wallonie. Liège: Pierre Mardaga, 1991.